# Liste der Baudenkmäler in Schlanders
Die Liste der Baudenkmäler in Schlanders (italienisch Silandro) enthält die 69 als Baudenkmäler ausgewiesenen Objekte auf dem Gebiet der Gemeinde Schlanders in Südtirol.
Basis ist das im Internet einsehbare offizielle Verzeichnis der Baudenkmäler in Südtirol. Dabei kann es sich beispielsweise um Sakralbauten, Wohnhäuser, Bauernhöfe und Adelsansitze handeln. Die Reihenfolge in dieser Liste orientiert sich an der Bezeichnung, alternativ ist sie auch nach der Adresse oder dem Datum der Unterschutzstellung sortierbar.

## Liste
| Foto |                 | Bezeichnung                                                                           | Standort                                           | Eintragung                   | Beschreibung | Metadaten                                                                   |
| ---- | --------------- | ------------------------------------------------------------------------------------- | -------------------------------------------------- | ---------------------------- | --- | --------------------------------------------------------------------------- |
| ja   | Datei hochladen | Altes Gericht ID: 17263                                                               | 46° 37′ 39″ N, 10° 46′ 27″ O                       | 24. Okt. 1980 (BLR-LAB 6518) | Ländliches Wohnhaus/Bauernhof | KG: Schlanders Bauparzelle: 94/1, 94/2                                      |
| ja   | Datei hochladen | Altes Spital und Kirche zur Heiligen Dreifaltigkeit ID: 17260                         | 46° 37′ 44″ N, 10° 46′ 38″ O                       | 24. Okt. 1980 (BLR-LAB 6518) | Spital bereits im 13. Jahrhundert erwähnt. Kirche: Spätgotischer Bau                                                                       | KG: Schlanders Bauparzelle: 21, 22/1                                        |
| ja   | Datei hochladen | Beheimturm ID: 17271                                                                  | 46° 37′ 42″ N, 10° 46′ 28″ O                       | 24. Okt. 1980 (BLR-LAB 6518) | Ländliches Wohnhaus/Bauernhof | KG: Schlanders Bauparzelle: 118/1, 118/2, 597, 905                          |
| ja   | Datei hochladen | Bertoll ID: 17245                                                                     | 46° 37′ 51″ N, 10° 45′ 42″ O Fraktion: Kortsch     | 24. Okt. 1980 (BLR-LAB 6518) | Ländliches Wohnhaus/Bauernhof | KG: Kortsch Bauparzelle: 96                                                 |
| ja   | Datei hochladen | Brugger ID: 17248                                                                     | 46° 37′ 53″ N, 10° 45′ 47″ O Fraktion: Kortsch     | 25. Jan. 1985 (BLR-LAB 305)  | Ländliches Wohnhaus/Bauernhof | KG: Kortsch Bauparzelle: 105                                                |
| ja   | Datei hochladen | Engel-Peter-Haus ID: 17261                                                            | Hauptstraße 40 46° 37′ 44″ N, 10° 46′ 37″ O        | 13. Sep. 2004 (BLR-LAB 3326) | Ländliches Wohnhaus/Bauernhof | KG: Schlanders Bauparzelle: 42                                              |
| ja   | Datei hochladen | Freienthurm ID: 17270                                                                 | 46° 37′ 41″ N, 10° 46′ 24″ O                       | 24. Okt. 1980 (BLR-LAB 6518) | Ansitz | KG: Schlanders Bauparzelle: 115                                             |
| ja   | Datei hochladen | Gass ID: 17243                                                                        | 46° 37′ 49″ N, 10° 45′ 42″ O Fraktion: Kortsch     | 24. Okt. 1980 (BLR-LAB 6518) | Ländliches Wohnhaus/Bauernhof | KG: Kortsch Bauparzelle: 83                                                 |
| ja   | Datei hochladen | Gelser ID: 17239                                                                      | 46° 37′ 51″ N, 10° 45′ 20″ O Fraktion: Kortsch     | 24. Okt. 1980 (BLR-LAB 6518) | Ländliches Wohnhaus/Bauernhof | KG: Kortsch Bauparzelle: 59                                                 |
| ja   | Datei hochladen | Schlossgasse 5 ID: 17276                                                              | Schlossgasse 5 46° 37′ 47″ N, 10° 46′ 26″ O        | 24. Okt. 1980 (BLR-LAB 6518) | Ländliches Wohnhaus/Bauernhof | KG: Schlanders Bauparzelle: 133/1                                           |
| BW   | Datei hochladen | Gmar ID: 50425                                                                        | 46° 38′ 44″ N, 10° 44′ 21″ O Fraktion: Sonnenberg  | 23. Jan. 2006 (BLR-LAB 166)  | Ländliches Wohnhaus/Bauernhof | KG: Sonnenberg Bauparzelle: 63                                              |
| ja   | Datei hochladen | Göflaner Straße 1 ID: 18087                                                           | Göflaner Straße 1 46° 37′ 39″ N, 10° 46′ 25″ O     | 8. Mai 1950 (MD)             | Ländliches Wohnhaus/Bauernhof | KG: Schlanders Bauparzelle: 96                                              |
| ja   | Datei hochladen | Göflaner Straße 3 ID: 17264                                                           | Göflaner Straße 3 46° 37′ 38″ N, 10° 46′ 25″ O     | 24. Okt. 1980 (BLR-LAB 6518) | Ländliches Wohnhaus/Bauernhof | KG: Schlanders Bauparzelle: 97/1                                            |
| BW   | Datei hochladen | Gsal ID: 17281                                                                        | 46° 38′ 36″ N, 10° 45′ 31″ O                       | 18. Mai 1987 (BLR-LAB 2612)  | Ländliches Wohnhaus/Bauernhof | KG: Sonnenberg Bauparzelle: 53                                              |
| ja   | Datei hochladen | Gungg ID: 17234                                                                       | 46° 37′ 50″ N, 10° 45′ 3″ O Fraktion: Kortsch      | 24. Okt. 1980 (BLR-LAB 6518) | Ländliches Wohnhaus/Bauernhof | KG: Kortsch Bauparzelle: 30                                                 |
| ja   | Datei hochladen | Hauptstraße 128 ID: 17269                                                             | Hauptstraße 128 46° 37′ 41″ N, 10° 46′ 21″ O       | 24. Okt. 1980 (BLR-LAB 6518) | Ehemaliges Schulhaus | KG: Schlanders Bauparzelle: 113                                             |
| ja   | Datei hochladen | Hauptstraße 132 ID: 50225                                                             | Hauptstraße 132 46° 37′ 41″ N, 10° 46′ 18″ O       | 16. Juni 2003 (BLR-LAB 2043) | Städtisches Wohnhaus | KG: Schlanders Bauparzelle: 170                                             |
| ja   | Datei hochladen | Herrenbrunn ID: 17246                                                                 | 46° 37′ 52″ N, 10° 45′ 42″ O Fraktion: Kortsch     | 25. Jan. 1985 (BLR-LAB 305)  | Ländliches Wohnhaus/Bauernhof | KG: Kortsch Bauparzelle: 99                                                 |
| ja   | Datei hochladen | Heydorf ID: 17274                                                                     | 46° 37′ 46″ N, 10° 46′ 26″ O                       | 15. Okt. 1962 (MD)           | Ansitz | KG: Schlanders Bauparzelle: 123/1                                           |
| ja   | Datei hochladen | Hirschen ID: 17232                                                                    | 46° 37′ 47″ N, 10° 45′ 17″ O Fraktion: Kortsch     | 24. Okt. 1980 (BLR-LAB 6518) | Ländliches Wohnhaus/Bauernhof | KG: Kortsch Bauparzelle: 11                                                 |
| ja   | Datei hochladen | Hueter ID: 17267                                                                      | 46° 37′ 40″ N, 10° 46′ 14″ O                       | 24. Okt. 1980 (BLR-LAB 6518) | Ländliches Wohnhaus/Bauernhof | KG: Schlanders Bauparzelle: 106                                             |
| ja   | Datei hochladen | Irschen ID: 17240                                                                     | 46° 37′ 53″ N, 10° 45′ 24″ O Fraktion: Kortsch     | 24. Okt. 1980 (BLR-LAB 6518) | Ländliches Wohnhaus/Bauernhof | KG: Kortsch Bauparzelle: 64                                                 |
| ja   | Datei hochladen | Kapelle am Ortseingang von Göflan ID: 50538                                           | 46° 37′ 21″ N, 10° 45′ 56″ O Fraktion: Göflan      | 14. Juni 2010 (BLR-LAB 1010) | Kapelle | KG: Schlanders Bauparzelle: 144                                             |
| ja   | Datei hochladen | Kapelle in Talatsch ID: 50469                                                         | 46° 38′ 46″ N, 10° 46′ 18″ O Fraktion: Sonnenberg  | 8. Okt. 2007 (BLR-LAB 3373)  | Kapelle | KG: Sonnenberg Bauparzelle: 31                                              |
| ja   | Datei hochladen | Kapuzinerkloster und Kirche St. Johannes der Täufer ID: 17262                         | 46° 37′ 39″ N, 10° 46′ 29″ O                       | 24. Okt. 1980 (BLR-LAB 6518) | Kloster | KG: Schlanders Bauparzelle: 92, 93                                          |
| ja   | Datei hochladen | Kreuzwirt ID: 17231                                                                   | 46° 37′ 47″ N, 10° 45′ 25″ O Fraktion: Kortsch     | 24. Okt. 1980 (BLR-LAB 6518) | Ländliches Wohnhaus/Bauernhof | KG: Kortsch Bauparzelle: 508, 9                                             |
| ja   | Datei hochladen | Ladurner ID: 17259                                                                    | Krankenhausstraße 10 46° 37′ 41″ N, 10° 46′ 43″ O  | 24. Okt. 1980 (BLR-LAB 6518) | Ländliches Wohnhaus/Bauernhof, ehemaliger Mairhof des Klosters Marienberg. Von Jenewein Ladurner gegen Ende des 16. Jahrhunderts umgebaut. | KG: Schlanders Bauparzelle: 17                                              |
| ja   | Datei hochladen | Lorenzi ID: 17249                                                                     | 46° 37′ 53″ N, 10° 45′ 49″ O Fraktion: Kortsch     | 21. Mai 1990 (BLR-LAB 3001)  | Ländliches Wohnhaus/Bauernhof | KG: Kortsch Bauparzelle: 106                                                |
| ja   | Datei hochladen | Luzien ID: 17242                                                                      | 46° 37′ 53″ N, 10° 45′ 30″ O Fraktion: Kortsch     | 24. Okt. 1980 (BLR-LAB 6518) | Ländliches Wohnhaus/Bauernhof | KG: Kortsch Bauparzelle: 73/1                                               |
| ja   | Datei hochladen | Mair ID: 17251                                                                        | 46° 37′ 54″ N, 10° 45′ 51″ O Fraktion: Kortsch     | 24. Okt. 1980 (BLR-LAB 6518) | Ländliches Wohnhaus/Bauernhof | KG: Kortsch Bauparzelle: 108                                                |
| BW   | Datei hochladen | Mühle beim Wieben ID: 17254                                                           | 46° 36′ 30″ N, 10° 45′ 44″ O Fraktion: Nördersberg | 18. Mai 1987 (BLR-LAB 2612)  | Mühle | KG: Nördersberg Bauparzelle: 44                                             |
| ja   | Datei hochladen | Neuhaus ID: 17237                                                                     | 46° 37′ 50″ N, 10° 45′ 18″ O Fraktion: Kortsch     | 24. Okt. 1980 (BLR-LAB 6518) | Ländliches Wohnhaus/Bauernhof | KG: Kortsch Bauparzelle: 43                                                 |
| ja   | Datei hochladen | Oberschnatz ID: 17268                                                                 | 46° 37′ 44″ N, 10° 46′ 14″ O                       | 24. Okt. 1980 (BLR-LAB 6518) | Ländliches Wohnhaus/Bauernhof | KG: Schlanders Bauparzelle: 109/1                                           |
| ja   | Datei hochladen | Pfarrkirche Maria Himmelfahrt mit Friedhofskapelle St. Michael und Friedhof ID: 17265 | 46° 37′ 39″ N, 10° 46′ 21″ O                       | 24. Okt. 1980 (BLR-LAB 6518) | Kirche | KG: Schlanders Bauparzelle: 99 Grundparzelle: 157                           |
| ja   | Datei hochladen | Pfarrkirche St. Johannes der Täufer mit Friedhof in Kortsch ID: 17229                 | 46° 37′ 47″ N, 10° 45′ 31″ O Fraktion: Kortsch     | 24. Okt. 1980 (BLR-LAB 6518) | Kirche | KG: Kortsch Bauparzelle: 1 Grundparzelle: 2090                              |
| ja   | Datei hochladen | Pfarrkirche St. Martin mit Friedhof ID: 17227                                         | 46° 37′ 10″ N, 10° 45′ 51″ O Fraktion: Göflan      | 24. Okt. 1980 (BLR-LAB 6518) | Kirche | KG: Göflan Bauparzelle: 1 Grundparzelle: 1                                  |
| ja   | Datei hochladen | Pfarrwidum ID: 17266                                                                  | 46° 37′ 40″ N, 10° 46′ 20″ O                       | 24. Okt. 1980 (BLR-LAB 6518) | Widum/Kanonikerhaus | KG: Schlanders Bauparzelle: 101                                             |
| ja   | Datei hochladen | Pufer ID: 17235                                                                       | 46° 37′ 50″ N, 10° 45′ 4″ O Fraktion: Kortsch      | 25. Jan. 1985 (BLR-LAB 305)  | Ländliches Wohnhaus/Bauernhof | KG: Kortsch Bauparzelle: 31                                                 |
| ja   | Datei hochladen | Pulverturm ID: 17277                                                                  | 46° 37′ 50″ N, 10° 46′ 19″ O                       | 20. Juni 1969 (MD)           | Burg/Schloss | KG: Schlanders Bauparzelle: 136                                             |
| ja   | Datei hochladen | Runggnöf ID: 17283                                                                    | 46° 37′ 31″ N, 10° 48′ 56″ O Fraktion: Vetzan      | 24. Okt. 1980 (BLR-LAB 6518) | Ländliches Wohnhaus/Bauernhof | KG: Vetzan Bauparzelle: 10                                                  |
| ja   | Datei hochladen | Saxalber ID: 17302                                                                    | Gerichtsstraße 2 46° 37′ 41″ N, 10° 46′ 20″ O      | 8. Mai 1950 (MD)             | Ländliches Wohnhaus/Bauernhof | KG: Schlanders Bauparzelle: 112                                             |
| ja   | Datei hochladen | Schlanderegg ID: 17273                                                                | 46° 37′ 45″ N, 10° 46′ 24″ O                       | 24. Okt. 1980 (BLR-LAB 6518) | Ansitz | KG: Schlanders Bauparzelle: 122/1, 122/2, 668                               |
| ja   | Datei hochladen | Schlandersberg ID: 17280                                                              | 46° 38′ 12″ N, 10° 46′ 52″ O Fraktion: Sonnenberg  | 20. Feb. 1981 (BLR-LAB 921)  | Burg/Schloss | KG: Sonnenberg Bauparzelle: 18                                              |
| ja   | Datei hochladen | Schlandersburg ID: 17275                                                              | 46° 37′ 48″ N, 10° 46′ 25″ O                       | 8. Mai 1950 (MD)             | Ansitz | KG: Schlanders Bauparzelle: 130/1, 130/2, 130/3, 130/4, 130/5, 130/6, 130/7 |
| ja   | Datei hochladen | Schlipf ID: 17252                                                                     | 46° 37′ 46″ N, 10° 45′ 44″ O Fraktion: Kortsch     | 24. Okt. 1980 (BLR-LAB 6518) | Ländliches Wohnhaus/Bauernhof | KG: Kortsch Bauparzelle: 119                                                |
| ja   | Datei hochladen | Schmalz ID: 17284                                                                     | 46° 37′ 31″ N, 10° 48′ 57″ O Fraktion: Vetzan      | 24. Okt. 1980 (BLR-LAB 6518) | Ländliches Wohnhaus/Bauernhof | KG: Vetzan Bauparzelle: 11                                                  |
| ja   | Datei hochladen | Schützen ID: 17241                                                                    | 46° 37′ 53″ N, 10° 45′ 27″ O Fraktion: Kortsch     | 24. Okt. 1980 (BLR-LAB 6518) | Ländliches Wohnhaus/Bauernhof | KG: Kortsch Bauparzelle: 70                                                 |
| ja   | Datei hochladen | Sonnenwirt ID: 17244                                                                  | 46° 37′ 49″ N, 10° 45′ 43″ O Fraktion: Kortsch     | 24. Okt. 1980 (BLR-LAB 6518) | Gasthaus | KG: Kortsch Bauparzelle: 90                                                 |
| ja   | Datei hochladen | St. Ägidius ID: 17247                                                                 | 46° 37′ 59″ N, 10° 45′ 46″ O Fraktion: Kortsch     | 24. Okt. 1980 (BLR-LAB 6518) | Kirche | KG: Kortsch Bauparzelle: 103                                                |
| BW   | Datei hochladen | St. Georg ID: 17253                                                                   | 46° 38′ 8″ N, 10° 45′ 45″ O Fraktion: Kortsch      | 24. Okt. 1980 (BLR-LAB 6518) | Kirchenruine | KG: Kortsch Grundparzelle: 479/1                                            |
| ja   | Datei hochladen | St. Jenewein ID: 17258                                                                | 46° 37′ 42″ N, 10° 46′ 42″ O                       | 24. Okt. 1980 (BLR-LAB 6518) | Ehemalige Kirche | KG: Schlanders Bauparzelle: 16                                              |
| ja   | Datei hochladen | St. Laurentius ID: 17250                                                              | 46° 37′ 54″ N, 10° 45′ 50″ O Fraktion: Kortsch     | 24. Okt. 1980 (BLR-LAB 6518) | Kirche | KG: Kortsch Bauparzelle: 107                                                |
| ja   | Datei hochladen | St. Nikolaus ID: 17285                                                                | 46° 37′ 31″ N, 10° 48′ 58″ O Fraktion: Vetzan      | 24. Okt. 1980 (BLR-LAB 6518) | Kirche | KG: Vetzan Bauparzelle: 15                                                  |
| ja   | Datei hochladen | St. Walburg ID: 17228                                                                 | 46° 37′ 9″ N, 10° 45′ 50″ O Fraktion: Göflan       | 24. Okt. 1980 (BLR-LAB 6518) | Kirche | KG: Göflan Bauparzelle: 2                                                   |
| ja   | Datei hochladen | St.-Franziskus-Kapelle ID: 17279                                                      | 46° 37′ 53″ N, 10° 46′ 11″ O                       | 24. Okt. 1980 (BLR-LAB 6518) | Kapelle | KG: Schlanders Bauparzelle: 165                                             |
| ja   | Datei hochladen | Steinberger ID: 17256                                                                 | 46° 37′ 40″ N, 10° 46′ 32″ O                       | 18. Mai 1987 (BLR-LAB 2612)  | Ländliches Wohnhaus/Bauernhof | KG: Schlanders Bauparzelle: 13/1                                            |
| ja   | Datei hochladen | Steinwand ID: 17233                                                                   | 46° 37′ 50″ N, 10° 45′ 2″ O Fraktion: Kortsch      | 24. Okt. 1980 (BLR-LAB 6518) | Ländliches Wohnhaus/Bauernhof | KG: Kortsch Bauparzelle: 29/1, 29/2, 29/3 Grundparzelle: 452, 453           |
| ja   | Datei hochladen | Stocker ID: 17272                                                                     | 46° 37′ 44″ N, 10° 46′ 26″ O                       | 18. Mai 1987 (BLR-LAB 2612)  | Ländliches Wohnhaus/Bauernhof | KG: Schlanders Bauparzelle: 121/1                                           |
| ja   | Datei hochladen | Traut ID: 17236                                                                       | 46° 37′ 50″ N, 10° 45′ 16″ O Fraktion: Kortsch     | 24. Okt. 1980 (BLR-LAB 6518) | Ländliches Wohnhaus/Bauernhof | KG: Kortsch Bauparzelle: 42                                                 |
| ja   | Datei hochladen | Trögerhaus ID: 17257                                                                  | Hauptstraße 26 46° 37′ 42″ N, 10° 46′ 38″ O        | 24. Okt. 1980 (BLR-LAB 6518) | Ländliches Wohnhaus/Bauernhof | KG: Schlanders Bauparzelle: 15/2                                            |
| ja   | Datei hochladen | Turm beim Mairinger ID: 17255                                                         | 46° 35′ 58″ N, 10° 47′ 3″ O Fraktion: Nördersberg  | 18. Mai 1987 (BLR-LAB 2612)  | Burgruine | KG: Nördersberg Grundparzelle: 808                                          |
| BW   | Datei hochladen | Ummauerter Garten des Kapuzinerklosters mit barockem Gartenhaus ID: 50658             | 46° 37′ 39″ N, 10° 46′ 32″ O Fraktion: Schlanders  | 25. Juni 2024 (BLR-LAB 533)  | zeitgleich mit Kapuzinerkirche und -kloster als Nutz- und Lustgarten angelegter Garten                                                     | KG: Schlanders Grundparzelle: 142/1, 143, 144                               |
| BW   | Datei hochladen | Unter- und Oberrimpf ID: 17282                                                        | 46° 38′ 59″ N, 10° 42′ 41″ O Fraktion: Sonnenberg  | 18. Mai 1987 (BLR-LAB 2612)  | Ländliches Wohnhaus/Bauernhof | KG: Sonnenberg Bauparzelle: 82, 83                                          |
| ja   | Datei hochladen | Veranda des ehemaligen Gasthauses Zum Löwen in Göflan ID: 50215                       | 46° 37′ 17″ N, 10° 45′ 50″ O Fraktion: Göflan      | 19. März 2001 (BLR-LAB 805)  | Ehemaliges Gasthaus | KG: Göflan Bauparzelle: 55/2                                                |
| ja   | Datei hochladen | Villa Sailer ID: 50557                                                                | 46° 37′ 44″ N, 10° 46′ 21″ O                       | 21. Jan. 2013 (BLR-LAB 85)   | Villa, in vom Jugendstil beeinflussten Formen 1908–1910 errichtet                                                                          | KG: Schlanders Bauparzelle: 172/1                                           |
| ja   | Datei hochladen | Weinberghäuschen am Unteren Riegel ID: 17278                                          | 46° 37′ 37″ N, 10° 47′ 24″ O                       | 24. Okt. 1980 (BLR-LAB 6518) | kleiner Bau mit barocker Dekorationsbemalung aus der Zeit um 1700, Medaillon mit Marienbild oberhalb der Tür                               | KG: Schlanders Bauparzelle: 142                                             |
| ja   | Datei hochladen | Weinberghäuschen im Ochsenraut ID: 50567                                              | 46° 37′ 47″ N, 10° 46′ 49″ O                       | 27. Mai 2013 (BLR-LAB 791)   | ehemaliges Saltnerhäuschen aus der Zeit um 1600, im Inneren Rötelzeichnungen und Graffiti                                                  | KG: Schlanders Bauparzelle: 642                                             |
| ja   | Datei hochladen | Weingart ID: 17230                                                                    | 46° 37′ 48″ N, 10° 45′ 28″ O Fraktion: Kortsch     | 24. Okt. 1980 (BLR-LAB 6518) | Ländliches Wohnhaus/Bauernhof | KG: Kortsch Bauparzelle: 5                                                  |
| ja   | Datei hochladen | Zirch ID: 17238                                                                       | 46° 37′ 52″ N, 10° 45′ 18″ O Fraktion: Kortsch     | 24. Okt. 1980 (BLR-LAB 6518) | Ländliches Wohnhaus/Bauernhof | KG: Kortsch Bauparzelle: 44                                                 |

Falls bei einem Baudenkmal keine Koordinaten bekannt sind, werden ersatzweise die Katasterdaten zum Zeitpunkt der Unterschutzstellung angegeben. Diese sind weder offiziell noch zwingend aktuell.
Die vom Landesdenkmalamt übernommenen Adressen können veraltet sein.
| Foto:   | Fotografie des Denkmals. Klicken des Fotos erzeugt eine vergrößerte Ansicht. Daneben finden sich zwei Symbole: |
| ID      | Identifikator beim Südtiroler Landesdenkmalamt                                                                 |
| KG      | Katastralgemeinde                                                                                              |
| MD      | Ministerialdekret                                                                                              |
| BLR-LAB | Beschluss der Landesregierung – Landesausschussbeschluss                                                       |